# Thure Johansson (löpare)
Thure Johansson (även Ture Johansen), född 1886 i Göteborg, i Västra Götalands län, död 1970, var en svensk friidrottare med långdistanslöpning som huvudgren. Under sin aktiva tid i Sverige tävlade Johansson för Göteborgs FF och senare för Örgryte IS. Under sin aktiva tid satte Johansson 1 officiellt världsrekord.

## Meriter
Johansson tävlade i löpning 5 000 meter, 10 000 meter och maratonlöpning. Han blev svensk rekordhållare i maratonlöpning flera gånger 1909, dels med tiden 2.31.12,0 (tävling på Wälhalla i Göteborg, 40 200 meter bana), dels med tiden 2.39.35,2 (tävling Pingstdagen 30 maj på Idrottsparken Stockholm, 40 200 meter landsväg) och dels med tiden 2.40.34,2 (tävling 31 augusti på Idrottsparken i Stockholm, 40 195 meter bana). Sistnämnda resultat blev Europarekord. och första officiella svenska världsrekord i grenen. Världsrekordet stod sig till 1913 då det förbättrades först av brittiske Harry Green 12 maj och av svenske Alexis Ahlgren 31 maj.
1909 vann Johansson även Kungsbackaloppet med tiden 1.36.49 och bröt därmed John Svanbergs treåriga segersvit.
Senare emigrerade Johansson till USA och började en professionell löparkarriär. Den 1 mars 1910 förbättrade Johnsson Dorando Pietris rekord med tiden 2.36.55,2 vid en inomhustävling på 69th Regiment Armory på Manhattan i New York. 2 april vann han ytterligare en tävling med tiden 2.38.58,4 på Celtic Park i Queens i New York.